# سان هايبولايتو دي فولتريجا
بلدية سانت إيبوليت دي بولتريغا (بالكاتالانية: Sant Hipòlit de Voltregà) هي إحدى بلديات مقاطعة برشلونة، والتي تقع في منطقة كاتالونيا، شرق إسبانيا.
يبلغ عدد سكانها 3.379 نسمة وفقاً لإحصائية سنة (2007).